# TV Globo
TV Globo (prej znan kot Rede Globo) je brazilska televizijska postaja v lasti Grupo Globo. 26. aprila 1965 ga je lansiral Roberto Marinho.
TV Globo je največja televizijska mreža na svetu za ABC in druga največja komercialna televizijska mreža v Latinski Ameriki. Je največji producent telenovel.